# الاعتزاز (المنيا)
قرية الاعتزاز  هي إحدي القرى التابعة لمركز سمالوط بمحافظة المنيا في جمهورية مصر العربية. حسب إحصاءات سنة 2006، بلغ إجمالي السكان في الاعتزاز 1686 نسمة، منهم 898 رجل و788 امرأة.